# Elsinoë brasiliensis
Elsinoë brasiliensis är en svampart som beskrevs av Bitanc. & Jenkins 1942. Elsinoë brasiliensis ingår i släktet Elsinoë och familjen Elsinoaceae.   Inga underarter finns listade i Catalogue of Life.